# Дін Джаггер
Дін Джа́ггер (англ. Dean Jagger, 7 листопада 1903 — 5 лютого 1991) — американський актор, лауреат премії «Оскар» у 1950 році.

## Фільмографія
- 1949 — Все королівське військо
- 1954 — Адміністративна влада
- 1954 — «Світле Різдво» / (White Christmas) — генерал-майор Том Вейверлі
- 1955 — «Поганий день у Блек-Році» / (Bad Day at Black Rock)  — шериф Тім Горн
- 1960 — «Елмер Гантрі» / (Elmer Gantry) — Вільям Л. Морган